# Stefan Engel (Politiker)
Stefan Engel (* 7. März 1954 in Neustadt bei Coburg) ist ein deutscher Politiker und freier Publizist. Er war von 1982 bis 2017 Parteivorsitzender der Marxistisch-Leninistischen Partei Deutschlands (MLPD).

## Leben
Engel wuchs in Neustadt bei Coburg auf. Nach dem Besuch der Volksschule und der Realschule absolvierte er eine Berufsausbildung zum Schlosser. Von der Parteigründung im Juni 1982 bis März 2017 war Engel Vorsitzender der MLPD. Er leitet die Redaktion des Parteiorgans Revolutionärer Weg und ist als Autor tätig.
1999 heiratete er Monika Gärtner, die den Namen Gärtner-Engel annahm. Sie ist Mitglied des Zentralkomitees der MLPD und Mitbegründerin des Vereins Frauenverband Courage. Gärtner-Engel brachte drei Töchter in die Ehe, unter anderem Gabi Gärtner. 2007 trennten sie sich.

## Politik
Zunächst war Engel Mitglied der Revolutionären Jugend Marxisten-Leninisten RJ/ML, einer Vorläuferorganisation des Revolutionären Jugendverbandes Deutschlands (RJVD). 1975 wurde er in die Verbandsleitung des RJVD gewählt, von 1977 bis 1979 war er deren Politischer Leiter. Ab 1975 war er Mitglied des Kommunistischen Arbeiterbunds Deutschlands (KABD), einer Vorläuferorganisation der MLPD, und ab 1978 Mitglied von dessen Zentraler Leitung. Seit der Gründung der MLPD im Juli 1982 war Engel deren Vorsitzender, bis er auf Beschluss des X. Parteitags in dieser Funktion am 1. April 2017 von seiner Stieftochter Gabi Fechtner abgelöst wurde.
Engel ist seit 1974 Gewerkschaftsmitglied, heute in Verdi. Aus der IG Metall, der Engel seit 1974 angehörte, wurde er wegen bestehender gewerkschaftlicher Unvereinbarkeitsbeschlüsse, die eine gleichzeitige Mitgliedschaft in der IG Metall und in der MLPD für unzulässig erklären, ausgeschlossen. Seine hiergegen gerichtete Klage wurde letztinstanzlich im Oktober 1990 vom Bundesgerichtshof abgewiesen (AZ: II ZR 255/89).
Das Landesamt für Verfassungsschutz von Nordrhein-Westfalen spricht in seinem Verfassungsschutzbericht 2003 in Bezug auf Engels Rolle als Parteichef der MLPD von Führerkult.
Seit dem 6. Oktober 2010 war Engel  Hauptkoordinator der International Coordination of Revolutionary Parties and Organizations. Er wurde in dieser Funktion 2016 aus gesundheitlichen Gründen von Monika Gärtner-Engel abgelöst.
Im Juli 2012 klagten Engel und die MLPD vor dem Landgericht Essen gegen den Verlag Ferdinand Schöningh sowie gegen die Autoren des Buches Linksextrem – Deutschlands unterschätzte Gefahr?, Harald Bergsdorf und Rudolf van Hüllen.  Die Klage auf Unterlassung richtete sich gegen mehrere Passagen im Buch. Das Landgericht Essen entschied am 11. April 2013, dass die Aussagen, bei der MLPD gebe es einen an Stalin gemahnenden massiven Personenkult und es komme in der Partei zu ständigen und periodischen Säuberungsaktionen, als unbewiesene Tatsachenbehauptungen zu unterlassen seien. Alle anderen von der MLPD bemängelten Aussagen seien dagegen zulässige und vom Grundgesetz geschützte Meinungsäußerungen. Diese besagten, dass es sich bei der MLPD um eine in Parteiform gekleidete Sekte handele, maoistische Gehirnwäsche betrieben werde, die Unterwerfung unter den Führungsanspruch der Partei verlangt werde und Intellektuelle in dieser Partei eher nicht willkommen seien. Die MLPD hatte 51,4 % und Engel 32,4 % der Prozesskosten zu tragen. Nach diesem Urteilsspruch stellte der Verlag den Verkauf des Titels ein.
2021 gewann Engel einen Prozess gegen das Bundesland Thüringen, das ihn 2018 als Gefährder eingestuft hatte. Die Zweite Kammer des Verwaltungsgerichts gab Engels Klage statt und entschied, dass seine Einstufung als Gefährder rechtswidrig war. Stefan Engel wurde als Gefährder eingestuft, da er einer von zehn Schirmpersonen des Rebellischen Musikfestival 2018 war und die türkische Musikgruppe Grup Yorum auftrat, die in der türkischen Linken populär ist.
Zur Europawahl in Deutschland 2024 versuchte die MLPD einen Wahlwerbespot im RBB auszustrahlen, in dem gut erkennbar ein Buch von Stefan Engel zu sehen war. Das Bundesverfassungsgericht urteilte, dass der RBB die Stelle herausschneiden darf, da sie zu kommerziell werbend sei.

## Schriften
- Arbeiterpolitik gegen den Bonner Rechtsblock. Veranstaltungsreden 1982/83. Verlag Neuer Weg, Stuttgart 1983
- Peru – die Lunte am Pulverfass Lateinamerika. Verlag Neuer Weg, Essen 1989, ISBN 3-88021-184-1.
- Argentinien: Leben, Sehnsucht und Kampf am Rio de la Plata. Verlag Neuer Weg, Essen 1993, ISBN 3-88021-223-6.
- Der Kampf um die Denkweise in der Arbeiterbewegung. Verlag Neuer Weg, Essen 1995, ISBN 3-88021-265-1.
- Die Bedeutung der Denkweise für einen neuen Aufschwung des Kampfes um den Sozialismus (Rede auf dem Pfingstjugendtreffen 1995 in Gelsenkirchen). Verlag Neuer Weg, Essen 1995, ISBN 3-88021-257-0.
- Die bewusste Anwendung der dialektischen Methode auf dem Niveau der Lehre von der Denkweise. (Rote Fahne Beilage 1999)
- Neue Perspektiven für die Befreiung der Frau. Eine Streitschrift. Verlag Neuer Weg, Essen 2000, ISBN 3-88021-284-8 (gemeinsam mit Monika Gärtner-Engel)
- 10 Jahre Wiedervereinigung – 10 Jahre gesamtdeutscher Parteiaufbau der MLPD. Großkundgebung der MLPD am 3. Oktober 2000 in Magdeburg. Rede von Stefan Engel. Redebeiträge von Menschen aus Ost und West. Verlag Neuer Weg, Essen 2000, ISBN 3-88021-302-X.
- Götterdämmerung über der „neuen Weltordnung“: die Neuorganisation der internationalen Produktion. 4. Auflage. Verlag Neuer Weg, Essen 2003, ISBN 3-88021-357-7.
- Lehren aus dem sozialistischen Aufbau in der Sowjetunion. Verlag Neuer Weg, Essen 2008, ISBN 978-3-88021-369-2 (gemeinsam mit Rainer Jäger)
- Über die Ursachen der Weltwirtschaftskrise – 1x1 der Kritik von Marx und Engels am Kapitalismus. Verlag Neuer Weg, Essen 2009, ISBN 978-3-88021-377-7.
- Reader zur Einführung in die jugendpolitische Linie der MLPD. Verlag Neuer Weg, Essen 2009, ISBN 978-3-88021-376-0.
- Morgenröte der internationalen sozialistischen Revolution. Verlag Neuer Weg, Essen 2011, ISBN 978-3-88021-380-7.
- Katastrophenalarm! Was tun gegen die mutwillige Zerstörung der Einheit von Mensch und Natur? Verlag Neuer Weg, Essen 2014, ISBN 978-3-88021-400-2.
- Über die Herausbildung der neuimperialistischen Länder Verlag Neuer Weg, Essen 2017, ISBN 978-3-88021-460-6.
- Die Krise der bürgerlichen Ideologie und des Antikommunismus. Verlag Neuer Weg, Essen 2021, ISBN 978-3-88021-596-2.
- Der Ukrainekrieg und die offene Krise des imperialistischen Weltsystems. Verlag Neuer Weg, Essen 2022, ISBN 978-3-88021-619-8.
- Die Krise der bürgerlichen Ideologie und des Opportunismus. Verlag Neuer Weg, Essen 2022, ISBN 978-3-88021-610-5.
- Die Krise der bürgerlichen Naturwissenschaft. Verlag Neuer Weg, Essen 2023, ISBN 978-3-88021-649-5.
- mit Monika Gärtner-Engel: Die Krise der bürgerlichen Gesellschaftswissenschaften, der Religion und der Kultur. Verlag Neuer Weg, Essen 2024, ISBN 978-3-88021-709-6